# Heterodon nasicus
Espèce
Statut de conservation UICN

 LC  : Préoccupation mineure
Heterodon nasicus, la Couleuvre à nez retroussé, est une espèce de serpents de la famille des Dipsadidae vivant en Amérique centrale et en Amérique du Nord.

## Répartition
Cette espèce se rencontre :
- au Canada dans les provinces du Manitoba, d'Alberta et de la Saskatchewan ;
- aux États-Unis dans le Montana, le Dakota du Nord, le Dakota du Sud, le Nebraska, l'Est du Wyoming, l'Illinois, l'Est du Colorado, le Nouveau-Mexique, le Kansas, l'Oklahoma, le Texas et l'Ouest du Minnesota ;
- au Mexique dans les États du Chihuahua, de Durango, de Coahuila, du Nuevo León, de Tamaulipas, dans le nord du Zacatecas, dans le San Luis Potosí et dans l'Aguascalientes.

## Description

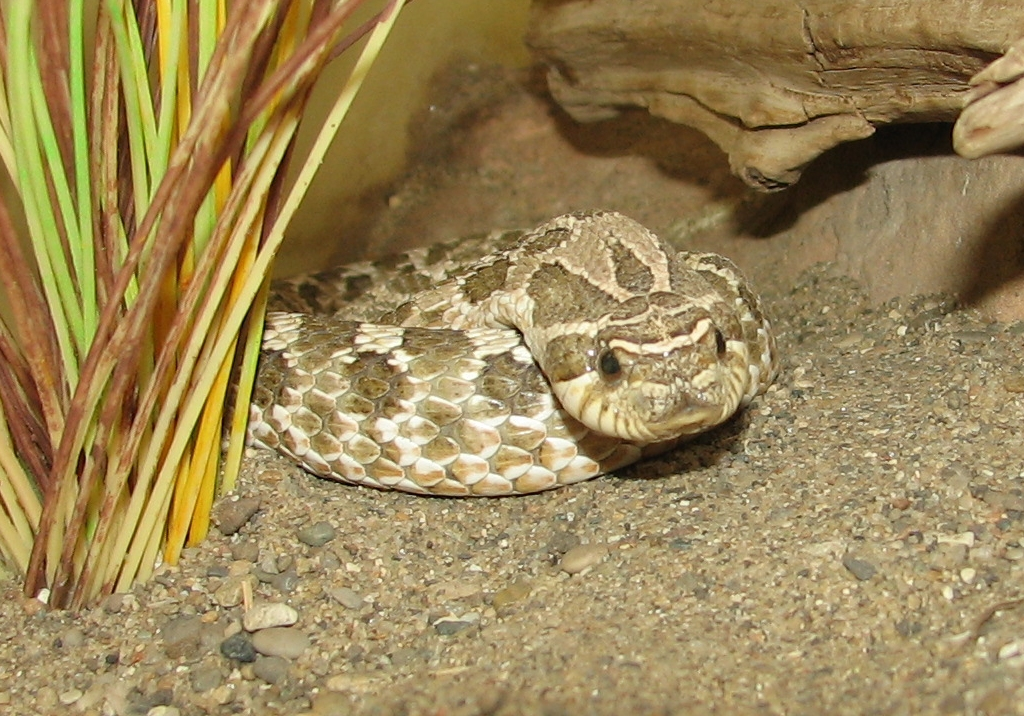
Heterodon nasicus

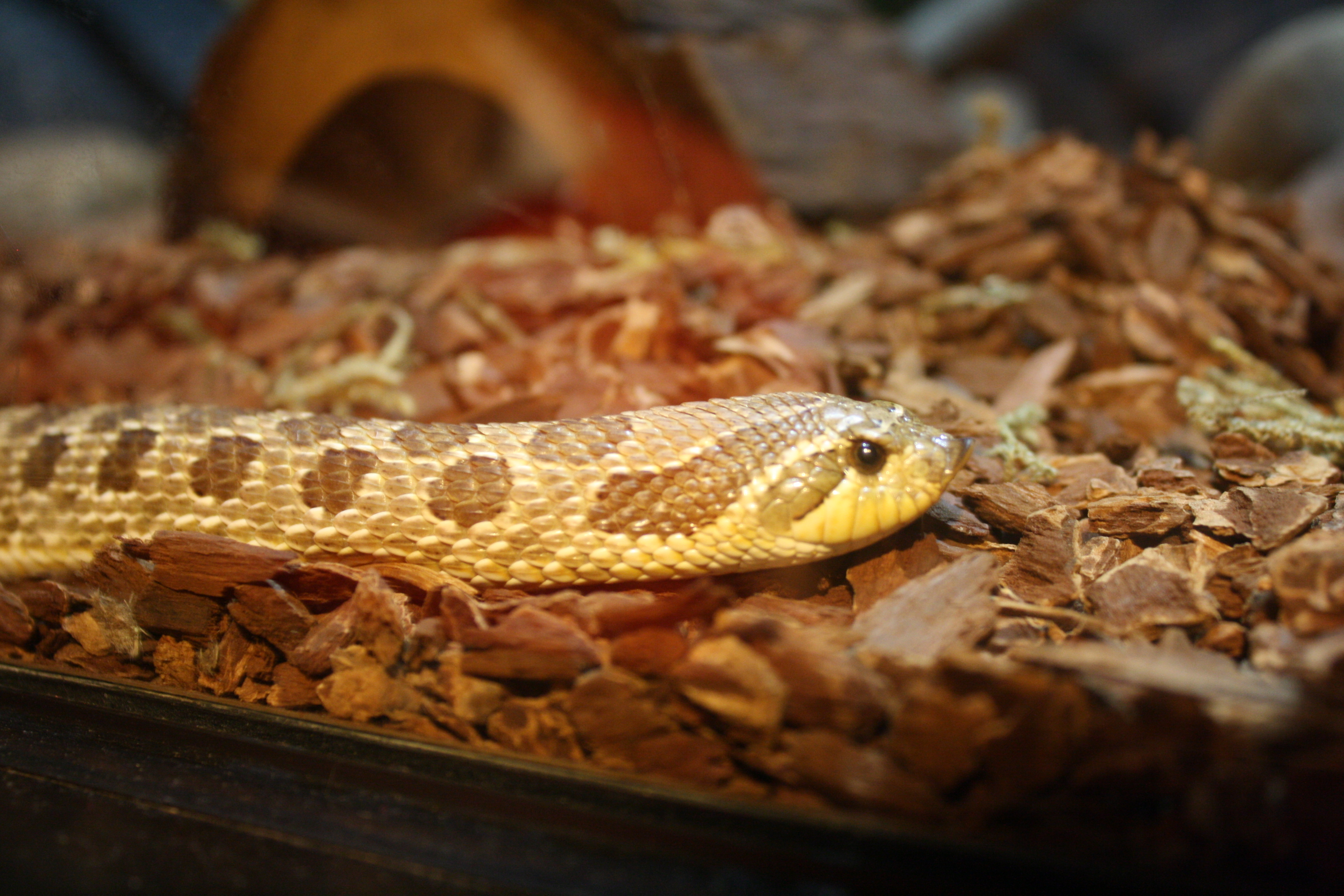
Heterodon nasicus

Ce serpent ovipare est brun-sable, avec des taches sombres, bien qu'il existe des variations importantes entre les différentes sous-espèces. Il atteint de 40 à 80 centimètres, les femelles étant en général plus grandes.
C'est un reptile diurne qui se nourrit de rongeurs, lézards et surtout d'amphibiens. La reproduction a lieu au printemps, et les femelles pondent de 4 à 23 œufs dans le courant de l'été, qui éclosent environ deux mois plus tard. Les petits mesurent de 15 à 20 cm à la naissance, et atteignent leur maturité sexuelle vers 2 ans.
C'est un serpent Opisthodonte  cela signifie qu'il possède des crochets non canulés dans la partie postérieure de la mâchoire, son venin se mélange avec sa salive. De ce fait, il est rare de se faire envenimer par un tel serpent.
En cas de danger il fait le mort en saignant des gencives.

## Taxinomie
La sous-espèces Heterodon nasicus kennerlyi a été élevés au rang d'espèce sous le nom de Heterodon kennerlyi. La sous-espèce  Heterodon nasicus gloydi est devenu un synonyme de Heterodon nasicus.

## Publication originale
- Baird & Girard, 1852 : Characteristics of some new reptiles in the museum of the Smithsonian Institution. Proceedings of the Academy of Natural Sciences of Philadelphia, vol. 6, p. 68-70 (texte intégral).